# Freyastera
Genre
Freyastera est un genre d'étoiles de mer abyssales de la famille des Freyellidae. On ne les trouve qu'entre 2500 et 6 000 m de profondeur. 

## Liste d'espèces
Selon World Register of Marine Species (19 janvier 2015) :
- Freyastera basketa Zhang et al., 2019 -- Pacifique nord-ouest
- Freyastera delicata Zhang et al., 2019 -- Pacifique nord-ouest
- Freyastera digitata McKnight, 2006 -- Nouvelle-Zélande
- Freyastera giardi Zhang et al., 2025 -- Pacifique nord-ouest
- Freyastera jiaolongi Zhang et al., 2025 -- Pacifique nord-ouest
- Freyastera loricata Korovchinsky & Galkin, 1984 -- Pacifique nord-ouest
- Freyastera mexicana (A.H. Clark, 1939) -- Caraïbes
- Freyastera mortenseni (Madsen, 1956) -- Nouvelle-Zélande
- Freyastera sexradiata (Perrier, 1885) -- Atlantique nord-est
- Freyastera tuberculata (Sladen, 1889) -- Atlantique central

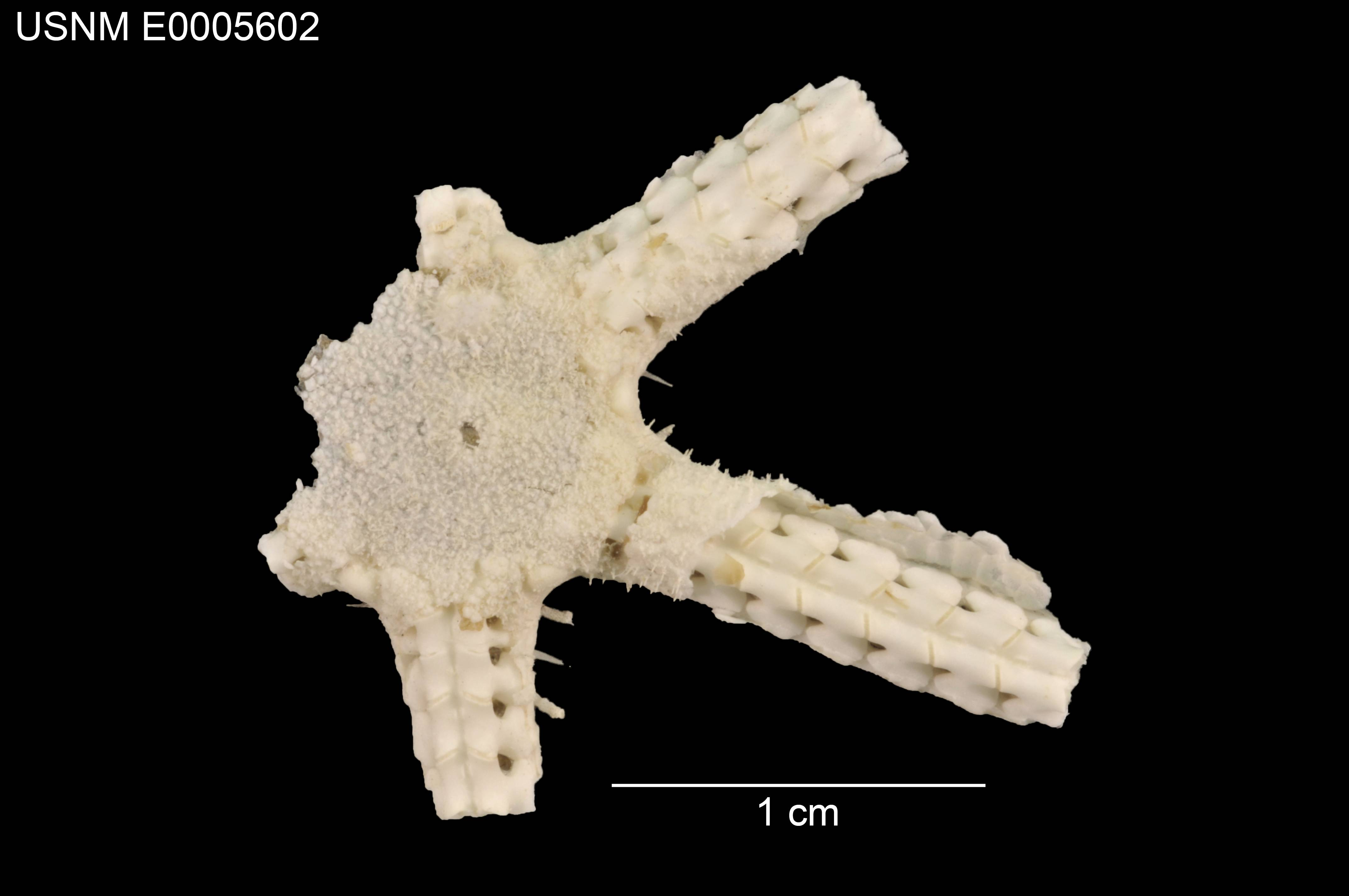
Freyastera mexicana
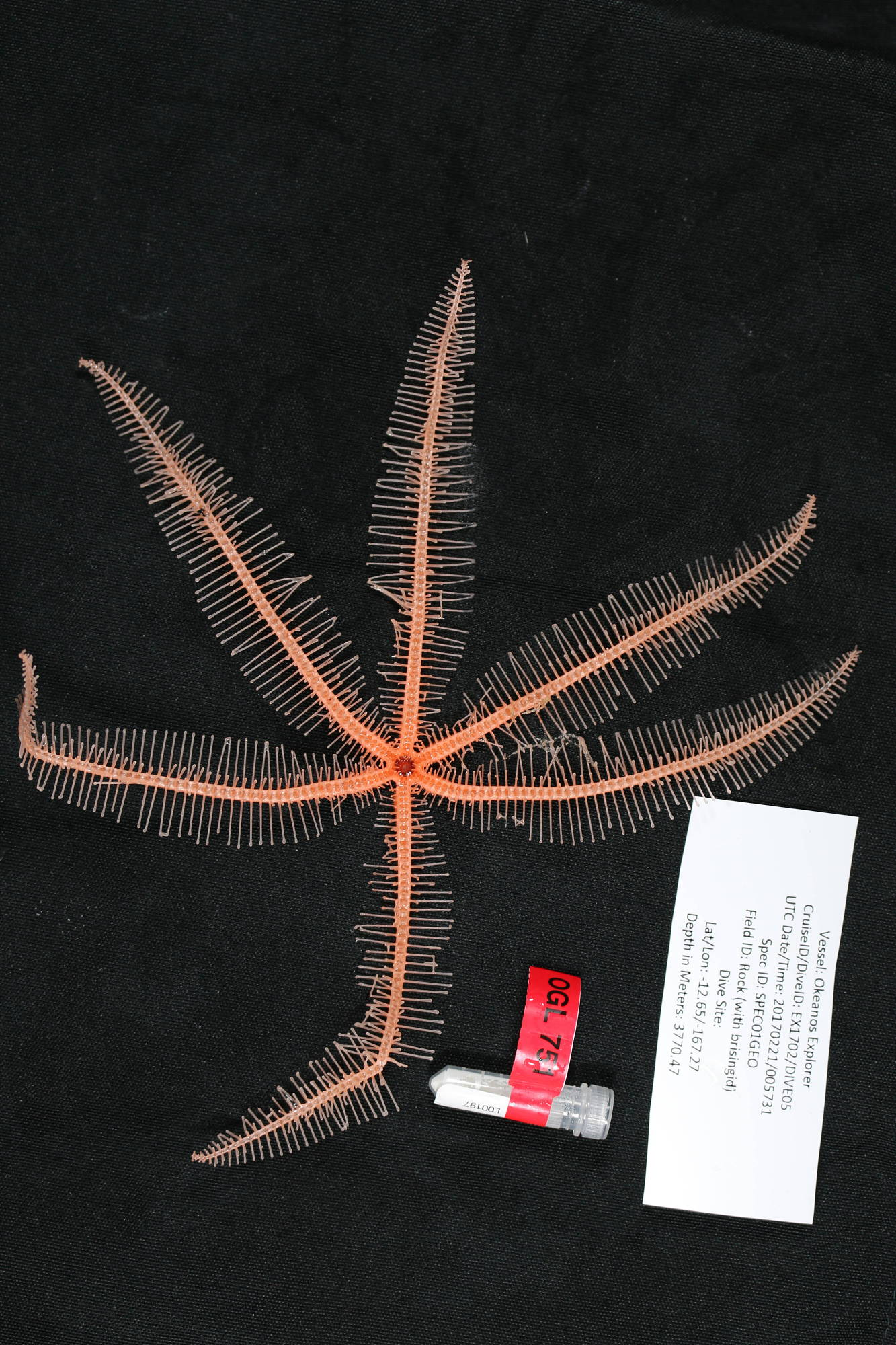
Freyastera mortenseni
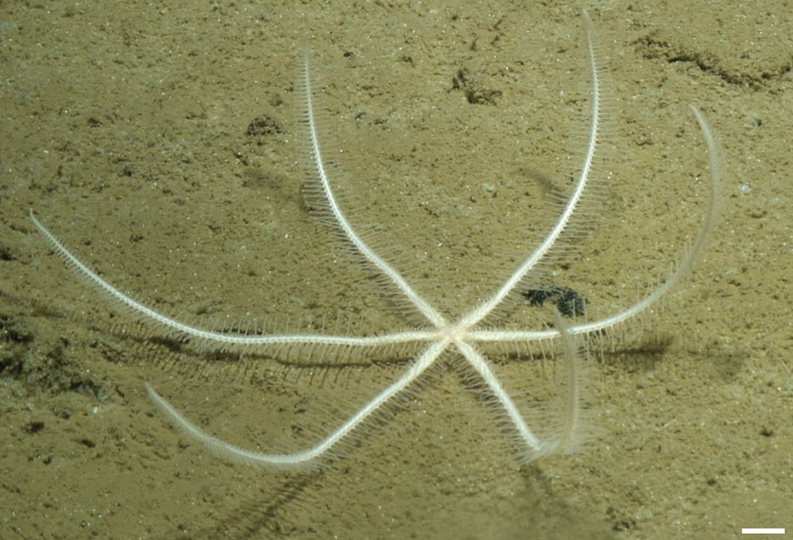
Freyastera cf. tuberculata

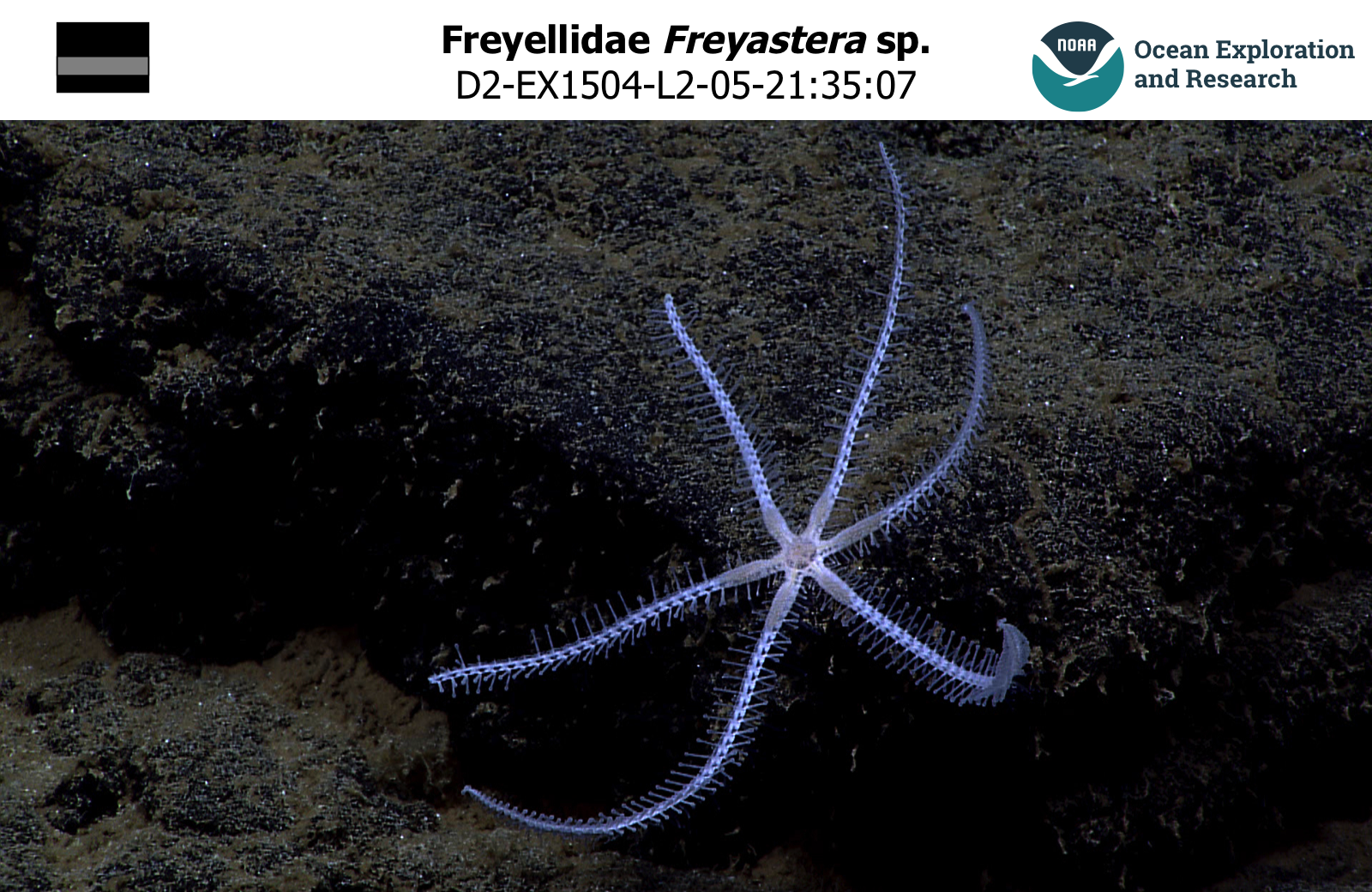
Freyastera sp. photographiée dans les abysses (4000-5000 m).

## Publication originale
- (en) Maureen E. Downey, « Revision of the Atlantic Brisingida (Echinodermata:Asteroidea), with description of a new genus and family », Smithsonian Contributions to Zoology, SISP (d) et SIP (d), no 435,‎ 1986, p. 1-57 (ISSN 0081-0282 et 1943-6696, DOI 10.5479/SI.00810282.435, lire en ligne).